# John Blenkinsop

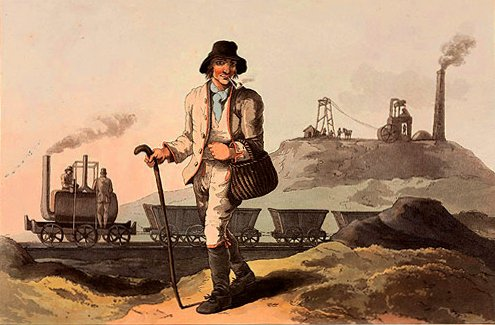
La mine de charbon de Middleton et la locomotive de Blenkinsop en 1814.

John Blenkinsop (né en 1783 à Felling, dans le comté de Durham et mort en 1831 à Leeds dans le Yorkshire de l'Ouest) était un ingénieur des mines britannique et un inventeur dans le domaine des locomotives à vapeur. Il reste connu aujourd'hui pour avoir conçu la première locomotive apte à une exploitation commerciale par le tout jeune chemin de fer.

## Contexte historique
John Blenkinshop fut tout d'abord apprenti chez son cousin Thomas Barnes dans l'industrie du charbon dans le Northumberland, avant de travailler à partir de 1808 auprès de Charles John Brandling (en), le propriétaire de la mine de charbon de Middleton (en) près de Leeds. La mine exploitait alors une « wagonway » hippomobile pour acheminer le charbon jusqu'à la ville. Ce circuit ferré est aujourd'hui une ligne de chemin de fer touristique connue sous le nom Middleton Railway. Toutes les terres n'appartenaient pas à la famille Brandling, et la ligne fut donc la première autorisée légalement par le Parlement britannique afin de lui fournir un droit de passage.
L'ingénieur Richard Trevithick avait par avance amorcé la construction de locomotives à vapeur, et en 1805 son travail avait abouti à un engin conçu pour la mine de charbon de Wylam qui utilisaient jusqu'alors la traction hippomobile. Mais les rails faits alors de fonte avaient été incapables de supporter la lourdeur du moteur et les locomotives avaient donc été abandonnées. Mais la pénurie de chevaux et de fourrage entraînée par les guerres napoléoniennes ont à nouveau rendu la vapeur plus attrayante et ainsi encouragé son développement. En outre, l'introduction des nouveaux rails en fer sur la Middleton Railway en 1807 se sont avérés plus solides et ont eux aussi contribué à la volonté d'introduire définitivement la traction vapeur.

## Conception et construction
Alors que bon nombre considéraient que la robustesse des nouveaux types de rail pouvaient supporter des engins de cinq tonnes, Blenkinsop était lui moins optimiste. En 1811, il déposa ainsi le brevet d'un système de crémaillère pour une locomotive qui serait alors conçue et construite par Matthew Murray, de la compagnie d’ingénierie Fenton, Murray & Wood.
L'opinion générale de l'époque considérait qu'une locomotive puisse tirer jusqu'à quatre fois son poids par sa seule adhérence. Mais Blenkinsop désirait plus, et son moteur de cinq tonnes devait pouvoir ainsi régulièrement transporter une charge utile de 90 tonnes. Sa première locomotive, la « Salamanca », fut ainsi construite en 1812. Trois autres suivirent : Prince Regent, Lord Willington et Marquis Wellington.
Ces locomotives ont également été construites pour les mines de charbon situées près de Wigan et Newcastle. Elles contenaient les premiers cylindres à double effet contrairement au modèle de Trevithick, qui lui détenait aussi un volant. Les cylindres du modèle de Blenkinsop conduisaient une roue dentée elle-même guidée par le système du chemin de fer à crémaillère. Ces moteurs ont servi durant une vingtaine d'années, puisqu'à partir de 1820, l'apparition des nouveaux rails en fer forgé, beaucoup plus solides et offrant une meilleure adhérence, ont progressivement conduit à leur remplacement par des moteurs plus puissants, mis au point par George Stephenson et d'autres.